# Nexus 10
Nexus 10 – tablet firmy Google oparty na systemie Android, wyprodukowany przez Samsunga. Jest drugim tabletem z serii Nexus. Został zaprezentowany 29 października 2012 roku.

## Opis urządzenia

### Szczegółowa specyfikacja[1]
- ekran: 10,055", dotykowy, LCD, rozdzielczość 2560 × 1600
- procesor: Samsung Exynos 5250 bazujący na ARM Cortex A15, taktowany 1,7 GHz, wyposażony w kartę graficzną Mali T604
- pamięć: 16 lub 32 GB flash bez możliwości rozszerzenia przez microSD
- RAM: 2 GB DDR3
- bateria: 9000 mAh
- aparat: przedni – 1,9MPx, tylny - 5 Mpix
- wymiary i masa: 263,9 × 177,6 × 8,9 mm, 603 g
- sensory: akcelerometr, magnetometr, GPS, żyroskop
- złącza: microUSB, microHDMI, jack 3.5mm

### System operacyjny
Nexus 10 wyposażony był w najnowszą wersję systemu Android 4.2, której premiera miała miejsce właśnie na tym urządzeniu. Tablet używa interfejsu podobnego do tego ze smartfonów, jednak został on tutaj przystosowany do większego ekranu. Najnowszą dostępną wersją systemu jest Android 5.1.0

## Cena
Tablet kosztuje od 399$ za wersję 16 GB i 499$ za 32 GB.

## Problemy
Użytkownicy zgłaszają problemy z regulacją jasności ekranu, zrywanie połączeń przez Bluetooth, częste restarty, bardzo szybkie rozładowywanie baterii, długi czas ładowania, niedopracowane widgety i aplikację aparatu.